# Верхньомурсаляєво
Верхньомурсаля́єво (рос. Верхнемурсаляєво, башк. Үрге Мөрсәләй) — присілок у складі Кугарчинського району Башкортостану, Росія. Входить до складу Кугарчинської сільської ради.
Населення — 126 осіб (2010; 131 в 2002).
Національний склад:
- башкири — 81%